# Naukraria
Naukraria (Oudgrieks: Ναυκραρία, Naukraría) was een reeds voor Solon bestaande verdeling van het Atheense volk.
Deze verdeling was onbetwistbaar van administratieve aard, bij de oude indeling in geslachten behorende en wel in een tijd dat deze ter handhaving van een krachtig bestuur niet meer toereikend was, omdat zij in de loop van de tijden haar lokaal karakter had verloren.
Elke phyle (stam) had er 12, de gehele staat dus 48 naucrariën (ναυκραρίαι / naukraríai). Elke naukraria moest een schip (ναῦς / naus; vandaar de naam) en twee ruiters leveren.
De hoofden van de naucrariën, de Naucraren (ναύκραροι / naúkraroi), worden met de latere demarchen (δήμαρχοι / dḗmarchoi) vergeleken. Het verband tussen deze indeling en de Oud-Ionische, waaraan zij was toegevoegd, is niet geheel duidelijk. Wij vermoeden dat de naucrariën een instelling van Draco waren, met het doel om door een krachtig bestuur, dat slechts bij een lokale indeling mogelijk is, de oude aristocratische staatsregeling, die volgens haar aard op een verdeling in geslachten, welke oorspronkelijk tezamen wonende geslachtsleden was binnengedrongen.
Aan het hoofd van de Naucraren stonden de πρυτάνεις τῶν ναυκράρων, οἷπερ ἔνεμον τότε (ten tijde van de Cylonische opstand) τὰς Ἀθῆνας.
Misschien waren deze prytanen tevens een rechterlijke overheid die over tirannie, dit is over aanslagen tegen de bestaande staatsregeling, recht spraken. (De prytanen (πρυτανεῖον / prytaneion), die in de wetten van Solon bij Plutarchus worden onderscheiden van de Areopaag en de Epheten, waartoe het latere dikasterion (δικαστήριον ἐπὶ Πρυτανείῳ) behoorde.) De naucrariën bleven ook nog na Clisthenes voortduren, die ze zonder staatkundige betekenis, welke op de demen overging, als besturende overheid liet in stand blijven, totdat zij ook in dit opzicht door de instelling van de trierarchia (vergelijk Liturgia; Λειτουργία / Leitourgía) werden vervangen.

## Referentie
- art. Ναυκραρία, in F. Lübker - trad. ed. J.D. Van Hoëvell, Classisch Woordenboek van Kunsten en Wetenschappen, Rotterdam, 1857, p. 637.